# ژان ونسان
ژان ونسان (فرانسوی: Jean Vincent‎؛ زادهٔ ۲۹ نوامبر ۱۹۳۰ - درگذشتهٔ ۱۳ اوت ۲۰۱۳) بازیکن فوتبال و مربی فوتبال اهل فرانسه بود. وی در ۴۶ بازی ملی حضور داشته‌است و در بازی‌های ملی‌اش ۲۲ گل به ثمر رساند.